# Inga änglar gråter
Inga änglar gråter är en sång skriven av Niklas Strömstedt. Den finns med på hans studioalbum Långt liv i lycka från 1997, men utgavs också som singel samma år. Inga änglar gråter var den andra singeln från albumet.
Singeln gavs ut på CD med låten "Rummet intill" som B-sida, även den skriven av Strömstedt. "Rummet intill" finns också inkluderad på Långt liv i lycka.
Inga änglar gråter tog sig inte in på Svenska singellistan, men låg tre veckor på Svensktoppen 1997 mellan den 17 maj och 6 juni. Den nådde som bäst en sjätteplats.

## Låtlista
1. "Inga änglar gråter"
2. "Rummet intill"